# Шиптарски партизански одред
Шиптарски народноослободилачки партизански (НОП) одред формиран је у јулу 1943. на територији Прве оперативне зоне НОВ и ПО Македоније, од Албанаца из јединица те зоне и новопридошлог људства. Називао се и Шиптарском партизанском четом. Учествовао је у августу заједно са Првим мавровским одредом Прве оперативне зоне у нападу на електричну централу у Врутоку код Гостивара и у акцијама на комуникацији Гостивар-Дебар. Бранећи слободну територију Дебарца, Шиптарски и Косовско-метохијски батаљон „Рамиз Садику“ разбили су 5. октобра код Брждана (Кичево) немачко-балистичку колону, а затим су и на положајима код Извора и Кленовца, заједно с Кичевским батаљоном, одбили у оштрим борбама напад немачко-балистичке колоне која је продирала из Кичева. Батаљон је 1. новембра код Другова разоружао око 70 балиста и са Косовско-метохијским одредом и групом македонских батаљона учествовао у ослобођењу Кичева. После борби с јаким немачким и балистичким снагама на Буковику 5. новембра батаљон је расформиран, а његово људство ушло у састав јединица Прве оперативне зоне. Од Албанаца из кичевског, дебарског и струшког среза формиран је 14. августа 1944. у Дебарцима поновно Шиптарски (Кичевско-дебарски) одред, који је 26. августа послужио као језгро за формирање Четврте шиптарске бригаде.